# Ara Abrahamian
Ara Abrahamian (n. 27 iulie 1975, Leninakan, Republica Sovietică Socialistă Armeană, URSS) este un luptător armean, medaliat olimpic. A participat la 3 ediții ale Jocurilor Olimpice (2000, 2004, 2008) în care a câștigat o medalie de argint.